# Lakshya
Lakshya (hindi: लक्ष्य); italiano: Obiettivo) è un film indiano del 2004 diretto da Farhan Akhtar, con protagonisti Hrithik Roshan, Preity Zinta, Amitabh Bachchan, Om Puri e Boman Irani. Roshan che interpreta il ruolo del tenente (in seguito capitano) Karan Shergill, che guida la propria squadra (inizialmente di dodici, in seguito ridotta a sei membri) alla vittoria sulle truppe pakistane. Si tratta di un ammodernamento con elementi romanzati della guerra di Kargil del 1999. Il film si è rivelato un flop ai botteghini, ma ha ricevuto ampi consensi dalla critica ed ha vinto due Filmfare Awards.